# Luba (film, 1990)
Pour plus de détails, voir Fiche technique et Distribution.
Luba est un film argentin et hollandais réalisé par Alejandro Agresti en 1990.

## Fiche technique
- Titre original :Luba
- Réalisation : Alejandro Agresti
- Scénario : Alejandro Agresti
- Production : Kees Kasander, Dennis Wigman
- Montage : René Wiegmans
- Musique : Paul M. van Brugge
- Photographie : Miguel Rodriguez
- Pays d'origine :  Argentine,  Pays-Bas
- Format : couleur
- Durée : 78 minutes
- Genre : Drame, Romance, Guerre
- Dates de sortie : 
  - Canada : 6 septembre 1990
  - Pays-Bas : 28 septembre 1990

## Distribution
- Bozena Lasota : Luba
- Alex Van der Wyck : Spencer
- Michael Matthews : L'agent américain n°2
- Adrian Brine : Professeur
- Viveca Lindfors : La Madame
- Ania Marson : Luba (voix)
- Elio Marchi